# های‌پوینت، شهرستان هرناندو، فلوریدا
های‌پوینت (به انگلیسی: High Point) یک منطقهٔ مسکونی در ایالات متحده آمریکا است که در شهرستان هرناندو، فلوریدا واقع شده‌است. های‌پوینت ۱۲٫۸۹ کیلومتر مربع مساحت و ۳٬۶۸۶ نفر جمعیت دارد و ۲۱٫۳۴ متر بالاتر از سطح دریا واقع شده‌است.